# Aeródromo do Corvo
O Aeródromo do Corvo (código IATA: CVU; código OACI: LPCR) é uma infra-estrutura aeroportuária que serve a ilha do Corvo, na Região Autónoma dos Açores, em Portugal.
Inaugurado em 28 de setembro de 1983, situa-se ao longo da plataforma sul da ilha, na Vila do Corvo, único povoado existente na ilha.
Este aeródromo é escalado três vezes por semana no inverno IATA e cinco vezes por semana no verão IATA por voos regulares de passageiros operados pela transportadora aérea SATA Air Açores, que o liga ao Aeroporto da Horta e ao Aeroporto das Flores.

## Caracterização
- Código ICAO: LPCR
- Código IATA: CVU
- Altitude (Pés): 62
- Pista (Designação): 12-30
- Dimensões (CxL): 820x60
- Tipo de Superfície: Asfalto
- Imagem: Não disponível

Frequência ID Tipo Notas
- 122.3 MHz AFIS COM ---
- 131.5 MHz --- FSS Operações SATA

## História
As primeiras aeronaves a visitar a ilha foram os hidroaviões Grumman SA-16 "Albatross" da Força Aérea Portuguesa, da Base Aérea n.º 4 nas Lajes, em missões de evacuação médica, em 1956 e em 1957, pelo Porto da Casa, em Vila do Corvo.
Os trabalhos preliminares para a instalação do estaleiro foram realizados em 1977. Os trabalhos para abertura da pista e instalação do aeródromo teriam início em 1979 e estender-se-iam até até 1983, por uma equipa de militares e alguns civis sob a direção do engenheiro militar José Carlos de Magalhães Cymbron.